# 就活センセーション/笑って/ハナモヨウ
「就活センセーション/笑って/ハナモヨウ」（しゅうかつセンセーション/わらって/はなもよう）は、2017年7月26日にアップフロントワークス（zetimaレーベル）から発売されたつばきファクトリーのメジャー2枚目のシングル。

## 概要
就活センセーション
- 就活生のストレートな感情を題材にした「ファンク＆ダンスナンバー」[4]。
- ダンスに組み込まれているお辞儀の振付は『就活グリーティング』と呼ばれている[5]。
- ソロパートは岸本ゆめの、小野瑞歩が担当。
- 同曲のミュージック・ビデオには元Berryz工房の熊井友理奈が特別出演している[6]。
- 同年12月30日放送の 第59回日本レコード大賞にて同曲を披露し、最優秀新人賞を受賞した。

笑って
- つばきファクトリーのインディーズ時代とリンクした歌詞の「クールなダンスナンバー」[7]。

ハナモヨウ
- ハロー!プロジェクト王道の「セツナマイナー歌謡メロ」[7]。

## リリース
- CDは初回生産限定盤A・同B・同C・同SP・通常盤A・同B・同Cの7タイプが発売されており、全ての初回生産限定盤にはDVDが付属している。また、全ての初回生産限定盤にはイベント抽選シリアルナンバーカードが封入されており、スペシャルイベントへの応募が可能である。全ての通常盤には、トレカサイズ生写真（通常盤A：「就活センセーション」衣裳のソロ9種＋集合1種よりランダムにて1枚、通常盤B：「笑って」衣裳のソロ9種＋集合1種よりランダムにて1枚、通常盤C：「ハナモヨウ」衣裳のソロ9種＋集合1種よりランダムにて1枚）が封入されている。

## 収録曲
| #  | タイトル                             | 作詞     | 作曲     | 編曲        | 時間 |
| -- | ------------------------------------ | -------- | -------- | ----------- | ---- |
| 1. | 「就活センセーション」               | 中島卓偉 | 中島卓偉 | ダンス☆マン | 4:36 |
| 2. | 「笑って」                           | 津野米咲 | 津野米咲 | 平田祥一郎  | 3:53 |
| 3. | 「ハナモヨウ」                       | MEG.ME   | KOUGA    | KOUGA       | 3:55 |
| 4. | 「就活センセーション」(Instrumental) |          | 中島卓偉 | ダンス☆マン | 4:36 |
| 5. | 「笑って」(Instrumental)             |          | 津野米咲 | 平田祥一郎  | 3:53 |
| 6. | 「ハナモヨウ」(Instrumental)         |          | KOUGA    | KOUGA       | 3:55 |

| #  | タイトル                            | 作詞 | 作曲・編曲 | 時間 |
| -- | ----------------------------------- | ---- | ---------- | ---- |
| 1. | 「就活センセーション」(Music Video) |      |            | 5:31 |

| #  | タイトル                | 作詞 | 作曲・編曲 | 時間 |
| -- | ----------------------- | ---- | ---------- | ---- |
| 1. | 「笑って」(Music Video) |      |            | 4:39 |

| #  | タイトル                    | 作詞 | 作曲・編曲 | 時間 |
| -- | --------------------------- | ---- | ---------- | ---- |
| 1. | 「ハナモヨウ」(Music Video) |      |            | 4:58 |

| #  | タイトル                                | 作詞 | 作曲・編曲 | 時間 |
| -- | --------------------------------------- | ---- | ---------- | ---- |
| 1. | 「就活センセーション」(Dance Shot Ver.) |      |            | 4:42 |
| 2. | 「笑って」(Dance Shot Ver.)             |      |            | 4:00 |
| 3. | 「ハナモヨウ」(Dance Shot Ver.)         |      |            | 4:10 |

## リリース日一覧
| 地域 | リリース日    | レーベル              | 規格                     | カタログ番号                    |
| ---- | ------------- | --------------------- | ------------------------ | ------------------------------- |
| 日本 | 2017年7月26日 | zetima/UP-FRONT WORKS | CD（マキシシングル）+DVD | EPCE-7347/8（初回生産限定盤A）  |
| 日本 | 2017年7月26日 | zetima/UP-FRONT WORKS | CD（マキシシングル）+DVD | EPCE-7349/50（初回生産限定盤B） |
| 日本 | 2017年7月26日 | zetima/UP-FRONT WORKS | CD（マキシシングル）+DVD | EPCE-7351/2（初回生産限定盤C）  |
| 日本 | 2017年7月26日 | zetima/UP-FRONT WORKS | CD（マキシシングル）+DVD | EPCE-7353/4（初回生産限定盤SP） |
| 日本 | 2017年7月26日 | zetima/UP-FRONT WORKS | CD（マキシシングル）     | EPCE-7355（通常盤A）            |
| 日本 | 2017年7月26日 | zetima/UP-FRONT WORKS | CD（マキシシングル）     | EPCE-7356（通常盤B）            |
| 日本 | 2017年7月26日 | zetima/UP-FRONT WORKS | CD（マキシシングル）     | EPCE-7357（通常盤C）            |

## 参加ミュージシャン
就活センセーション
- Programming & Bass：DANCE☆MAN
- Guitar：JUMP MAN
- Chorus：中島卓偉

笑って
- Programming：平田祥一郎
- Guitar：土肥真生
- Chorus：塩原奈美子

ハナモヨウ
- Programming：KOUGA
- Guitar：朝井泰生
- Chorus：塩原奈美子